# Udvalget vedrørende Efterretningstjenesterne
 Ikke at forveksle med Udvalget vedrørende Politiets og Forsvarets Efterretningstjenester og Kontroludvalget vedrørende Politiets og Forsvarets Efterretningstjenester.
Udvalget vedrørende Efterretningstjenesterne, somme tider omtalt som Folketingets kontroludvalg, er et folketingsudvalg hvis formål er at have indseende med Forsvarets Efterretningstjeneste (FE) og Politiets Efterretningstjeneste (PET). Udvalget blev nedsat af Folketinget i 1988. Det består af 5 folketingsmedlemmer udpeget af de folketingspartier, som har en plads i Folketingets Præsidium.
Udpegningen af medlemmerne af Tilsynet med Efterretningstjenesterne, med undtagelse af tilsynets formand, sker efter drøftelse med udvalget. Endvidere skal tilsynets årlige redegørelser om dets virksomhed forelægges udvalget af regeringen forud for deres offentliggørelse. Regeringen skal også underette udvalget hvis en henstilling fra tilsynet ikke følges.